# Campionato di calcio della Federazione calcistica dell'Asia occidentale
Il campionato di calcio della Federazione calcistica dell'Asia occidentale (in inglese West Asian Football Federation Championship, in arabo بطولة اتحاد غرب آسيا لكرة القدم‎?) è una competizione calcistica organizzata dalla WAFF, la federazione che racchiude tutte le associazioni calcistiche nazionali dei Paesi dell'Asia Occidentale. Alla manifestazione, che si tiene ogni due anni, prendono parte, però, solo quelle formazioni non invitate alla Coppa delle nazioni del Golfo.

## Albo d'oro
| 2000 Dettagli | Amman       | Iran    | 1 - 0       | Siria     | Iraq                                                | 4 - 1                                               | Giordania                                           |
| 2002 Dettagli | Damasco     | Iraq    | 3 - 2 (dts) | Giordania | Iran                                                | 2 - 2 (4 - 2) (dtr)                                 | Siria                                               |
| 2004 Dettagli | Teheran     | Iran    | 4 - 1       | Siria     | Giordania                                           | 3 - 1                                               | Iraq                                                |
| 2007 Dettagli | Amman       | Iran    | 2 - 1       | Iraq      | Giordania                                           | n/a                                                 | Siria                                               |
| 2008 Dettagli | Teheran     | Iran    | 2 - 1       | Giordania | Siria                                               | n/a                                                 | Qatar                                               |
| 2010 Dettagli | Amman       | Kuwait  | 2 - 1       | Iran      | Yemen                                               | n/a                                                 | Iraq                                                |
| 2012 Dettagli | Kuwait City | Siria   | 1 - 0       | Iraq      | Oman                                                | 1 - 0                                               | Bahrein                                             |
| 2014 Dettagli | Doha        | Qatar   | 2 - 0       | Giordania | Bahrein                                             | 0 - 0 (3 - 2) (dtr)                                 | Kuwait                                              |
| 2019 Dettagli | Bassora     | Bahrein | 1 - 0       | Iraq      | non disputate le semifinali e la finale 3º-4º posto | non disputate le semifinali e la finale 3º-4º posto | non disputate le semifinali e la finale 3º-4º posto |
| 2026 Dettagli | Kuwait      |         |             |           |                                                     |                                                     |                                                     |

## Vittorie per nazionale
| Vittorie | Nazione | Anno                   |
| -------- | ------- | ---------------------- |
| 4        | Iran    | 2000, 2004, 2007, 2008 |
| 1        | Iraq    | 2002                   |
| 1        | Kuwait  | 2010                   |
| 1        | Siria   | 2012                   |
| 1        | Qatar   | 2014                   |
| 1        | Bahrein | 2019                   |